# 徹子の部屋のテーマ
『徹子の部屋のテーマ』（てつこのへやのテーマ）は、テレビ朝日系列『徹子の部屋』でテーマ曲として使用されている楽曲。

## 概要
- 『徹子の部屋』の放送開始から途切れることなくテーマ曲として使用されており、2000年12月放送分のステレオ放送化によりステレオ収録にアレンジしたものに変わっている。テレ朝チャンネルと朝日ニュースターにおける番宣スポットでは番組開始初期（ステレオ放送化以前）のものを使用している。
- 歌詞はなく全編がスキャット。作曲はいずみたくで晩年までいずみの楽曲のアレンジャーを務めた近藤浩章が初めて編曲を担当したがCD等では近藤の名前はクレジットされない場合が多い[1]。CD『SHOW WA!バラエティー・レボリューション』の中に収録されている他、着メロはテレビ朝日の携帯サイトなどでダウンロードできる。
- 令和元年以降は、回によってオープニングテーマなしでそのままゲストとのトークに入る場合もある。その場合、いつも通り「徹子の部屋」のタイトルは表示されるが、テーマ曲の代わりにハープによるアタック音が使用される（通常通りオープニングテーマを流す直前にアタック音を使用する場合もある）。また通常行う奥扉からのゲストの登場も省略し、最初から着席している状態で通常進行に入る。ただし、エンディングでは通常通りテーマ曲を流して終了する。
- 2013年春「井の頭レンジャーズ」がロックステディバージョンを公開した。
- 2013年2月、TBSラジオ『Wanted!!』内のコーナー「アキラの小部屋」でジングルとしてピアノ版が利用されている。

## 原曲
この楽曲は『徹子の部屋』開始以前に黒柳徹子と島田祐子が行っていた即興音楽劇で使われていた、歌詞のついた劇中歌「二重唱」（作詞：山川啓介）をいずみが再構成したものである。
原曲の「二重唱」は『徹子の部屋』の番組中では2006年4月26日の放送（ゲストは島田祐子）で初披露され、その後同局の『爆笑問題の検索ちゃん』などでも取り上げられた。また2011年10月2日に放送された『徹子の部屋ゴールデン2時間スペシャル』でも、エンディングで黒柳徹子とスタジオゲストが本曲を合唱した。なお、毎年開催される『徹子の部屋コンサート』においても歌詞付きバージョンが披露される（エンディングにて出演者全員で歌い、放送では3日目に流れる）。

## 番組内での別バージョン
- 聖飢魔II・デーモン閣下が出演した時は、通常は静かに始まるオープニングが地獄のように演出されており（不協和音）、エンディングも同様だった。
- 2011年5月26日放送分のオープニングでは、ゲストの羽鳥慎一がスタジオ入り口から本番組をリポートする形式で登場したため、イントロ部分から流れた。
- 2014年8月11日 - 8月13日放送「夏休みスペシャル」のオープニングは、音頭調にアレンジされたバージョンが使用された。
- 2017年11月20日放送分ではオリジナル版を流さず、『帯ドラマ劇場「トットちゃん!」』に黒柳役で主演の清野菜名がゲストで登場、同ドラマに因み、劇中で使用しているマーチングアレンジのバージョンを使用（この日に限り、エンディングでも使用）した。

ゲストによる演奏・歌唱
- ミゲル・ゲレイロ（2012年5月2日放送分）- オープニングで歌唱。この時はカラオケが使用された。
- 高中正義（2012年9月27日放送分） - この日のエンディングにて、通常バックで流れているオリジナル版に合わせ、即興でギター演奏を披露した。
- 新垣隆（2015年10月5日放送分） - この日のオープニングにてピアノで演奏した。
- 宮田大（2016年5月17日放送分） - この日のオープニングにて、通常バックで流れているオリジナル版に合わせ、即興でチェロ演奏を披露した。
- 佐渡裕（2018年1月16日放送分） - この日のオープニングにて、通常バックで流れているオリジナル版に合わせ、即興で縦笛演奏を披露した。
- サーカス（2018年8月2日放送分）-  この日のオープニングで歌唱を披露。
- 大靏弥安[5]（2018年12月10日〈母・マルシアと共演〉[6]、2019年7月25日〈父・大鶴義丹と共演〉） - 2回ともトーク中間にて即興でギターで演奏、いずれも異なるアレンジで披露した。
- TSUKEMEN（2019年2月6日放送分、2020年10月13日） - 2019年2月6日はオープニングにて演奏。2020年10月13日はトークの中間にて演奏。
- さかなクン（2019年2月20日放送分） - この日のトークの中間にオリジナル版に合わせ、即興でソプラニーノクラリネットによる演奏を披露した[7][8]。
- 武田真治（2019年3月14日放送分） - この日のオープニング、トーク中間、エンディングの3回、通常バックで流れているオリジナル版に合わせ、即興でサックス演奏を披露した。
- 清塚信也（2020年2月27日放送分） - この日のオープニングにて演奏したほか、様々なバージョンを即興でピアノ演奏を披露した。
- 松崎しげる（2020年5月19日放送分） - この日のオープニングにてギターの弾き語りと歌唱を披露した。
- 井上芳雄（2020年8月14日放送分） - この日のオープニングにて歌唱を披露した。
- HIKAKIN（2020年12月24日放送分） - この日のトークの中間にオリジナル版に合わせ、ヒューマンビートボックスで披露した。
- LEO（2021年3月9日放送分）- この日のトーク中間で箏で演奏を披露した。
- ハラミちゃん（2021年10月22日放送分）- この日のオープニングにてピアノで演奏した。
- 芦田愛菜（2024年2月23日放送分）- 「徹子の部屋49年目突入SP」のエンディングにて徹子とデュエットを披露した[9]。